# Erland Tovar
Erland Tovar, Oskar Erland Tovar, född 5 juli 1910 i Stockholm, död 9 juli 1977 på Sicilien, var en svensk Art Director, reklamman, designer och formgivare.
Tovar började som tecknare hos Esselte för att snart utvecklas till en uppmärksammad formgivare och förpackningsexpert och en av de ledande inom svensk reklam. Han kom med nya idéer när det gällde förpackningar för livsmedel, kosmetika, apoteksvaror, företagsprofiler och logotyper. Idéer som väckte uppmärksamhet också utanför Sveriges gränser. 1931 gjorde han etiketten för Skåne Akvavit med den skånska pilallén och trots att Systembolaget har gjort om de flesta av sina etiketter under åren, har man inte velat ändra Tovars design. 1939 knöts han till Försvarsstaben och fick där uppdraget att utforma informationsmaterial för såväl militären som civilbefolkningen. Han var också en av dem som höll i trådarna när filmen Borta med vinden skulle ha svensk premiär. Lanseringen var så framgångsrik att han fick anbud från MGM i Los Angeles, USA, men han föredrog att arbeta vidare i hemlandet. Hans verk har uppmärksammats i flera internationella facktidskrifter, bl.a. Appeal.